# Клецкая ординация
Клецкая ординация — один из трёх майоратов, на которые поделил свои владения Николай Радзивилл Чёрный (1515-1565). Это неделимая совокупность земель с центром в Клецке досталась его младшему сыну  Альбрехту. Разделение владений Радзивиллов на три части было скреплено соглашением, подписанным в Гродно 16 октября 1586 года и через 3 года утверждённым сеймом.
В 1579 году Клецк стал центром ординации — неделимой и неотчуждаемой феодальной латифундии, наследуемой по праву первородства. Данная ординация была утверждена Стефаном Баторием в 1586 году, а первым клецким ординатом стал Альбрехт Радзивилл. 
В 1874 году Клецкая ординация слилась с Несвижской ординацией Радзивиллов и в таком виде просуществовала до 1939 года. Обе ординации возглавили Радзивиллы клецкой ветви.

## Ординаты клецкие
1. Альбрехт Радзивилл [2] [3](1586-1592)
2. Ян Альбрехт Радзивилл[2] (1592-1626) сын предыдущего
3. Михаил Казимир Радзивилл[2] (1626-1656) сын предыдущего
4. (?) Ян Владислав Радзивилл [2] брат предыдущего
5. Станислав Казимир Радзивилл[2] (1656-1690) сын предыдущего
6. Доминик Николай Радзивилл (1690-1697) [4][3]
7. Ян Николай Радзивилл[4] (1697-1729) сын предыдущего
8. Мартин Николай Радзивилл[4] (1729-1748) сын предыдущегоo
9. Юзеф Николай Радзивилл[4] (1759-1813) сын предыдущего
10. Михаил Иероним Радзивилл[4] с 1823 брат предыдущего
11. Людвик Николай Радзивилл[4][3]  по 1830 сын предыдущего
12. (?) Лев Людвигович Радзивилл[4] (1830-1874) сын предыдущего
13. Антоний Вильгельм Радзивилл[5][3] [6](1874-1904)
14. Ежи Фридрих Радзивилл[5] (1904-1914)
15. Альбрехт Антоний Радзивилл[5] (1914-1935) сын предыдущего
16. Леон Радзивилл[5] (1935-1939) брат предыдущего